# Lekkoatletyka na Letnich Igrzyskach Olimpijskich 1912 – bieg na 200 m mężczyzn

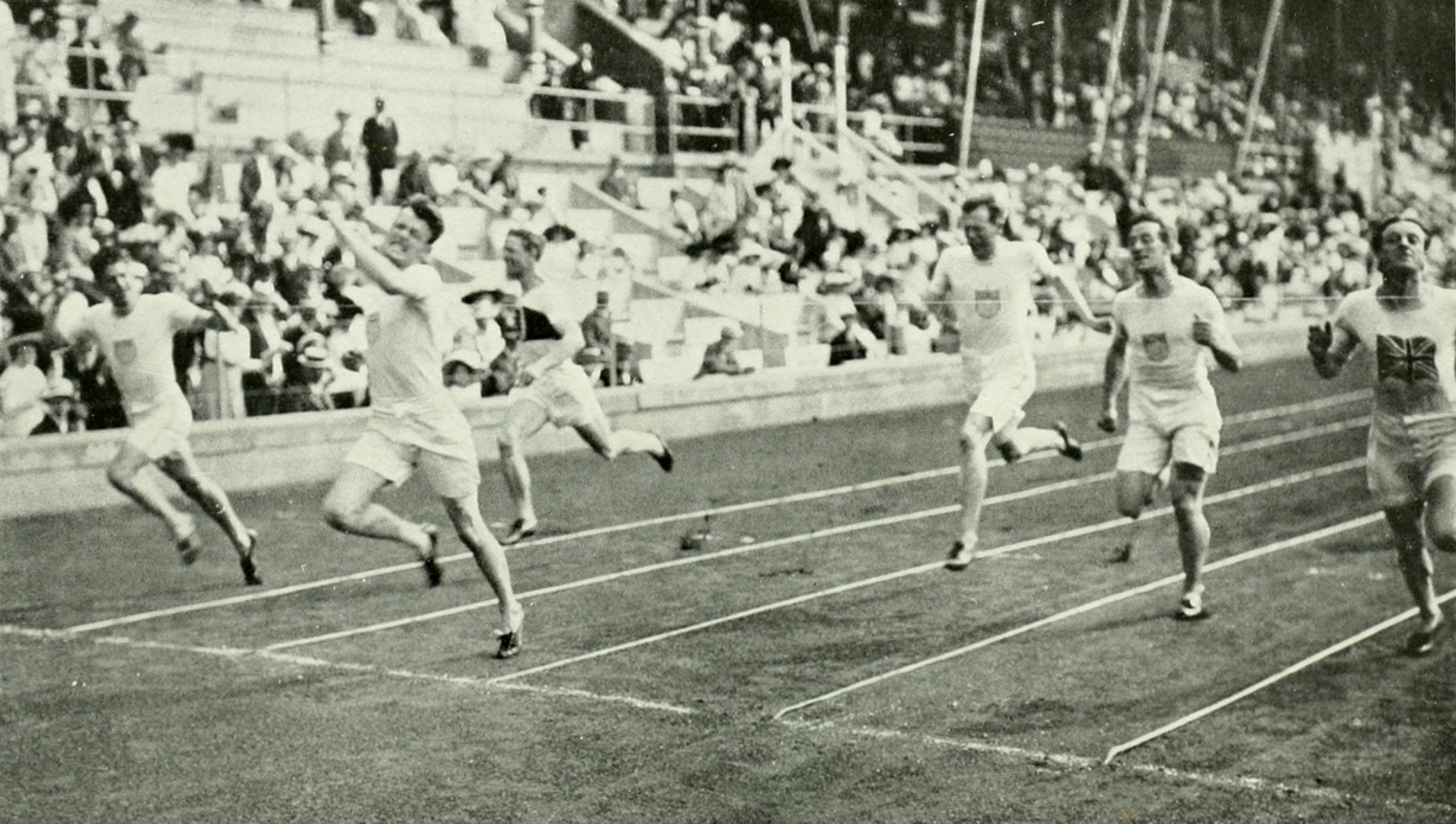
Zwycięstwo Ralpha Craiga

Bieg na dystansie 200 metrów mężczyzn był jedną z konkurencji lekkoatletycznych rozgrywanych podczas V Igrzysk Olimpijskich w Sztokholmie. Biegi eliminacyjne i półfinałowe rozegrane zostały 10 lipca 1912 roku, zaś bieg finałowy – 11 lipca 1912 roku. Mistrzem olimpijskim w tej konkurencji został Amerykanin Ralph Craig. W rywalizacji wzięło udział 61 biegaczy z 19 reprezentacji.
Podobnie jak na dystansie 100 metrów, w tej konkurencji, przed rozpoczęciem Igrzysk, także nie było jednoznacznego faworyta do złotego medalu. W latach 1908–1911 czterech różnych zawodników zwyciężało na tym dystansie podczas zawodów amerykańskiej Amatorskiej Unii Atletycznej. Przedolimpijskim faworytem z Europy był Brytyjczyk William Applegarth, zwycięzca mistrzostw amatorskich w 1912 roku. Lecz rekord świata na dystansie 220 jardów, tj. 201,17 m (na odcinku prostym), czasem 21,8 sekundy został ustanowiony przez Ralpha Craiga w 1910 roku. Co więcej, Craig wygrał próbę przedolimpijską dla wschodnich stanów oraz wygrał olimpijskie złoto na dystansie 100 metrów trzy dni wcześniej. W ten sposób stał się głównym faworytem go złota.
Do finału przeszło sześciu zwycięzców z biegów półfinałowych. Obok czwórki Amerykanów (w tym Craiga) na starcie biegu finałowego stanęli także Brytyjczyk Applegarth i Niemiec Richard Rau. Początkowo na czele biegł Brytyjczyk, lecz został wyprzedzony przez Craiga i Donalda Lippincotta. Pierwszy z nich rzutem na taśmę zdobył swój drugi złoty medal.

## Rekordy
| Rekord świata     | Jack Donaldson (AUS) | 21,30 (*)  | Glasgow, Wielka Brytania       | 26.07.1911 |
| Rekord olimpijski | Archie Hahn (USA)    | 21,60 (**) | Saint Louis, Stany Zjednoczone | 31.08.1904 |

(*) - rekord nieoficjalny na 220 jardow (= 201,17 m), 
(**) - na odcinku prostym

## Wyniki

### Eliminacje
Bieg 1
| Miejsce | Zawodnik            | Czas  | Uwagi |
| ------- | ------------------- | ----- | ----- |
| 1       | Charles Reidpath    | 22,6  | Q     |
| 2       | Georges Rolot       | 22,7  | Q     |
| 3-4     | Knut Stenborg       | b. d. |       |
| 3-4     | Václav Labík-Gregan | b. d. |       |

Bieg 2
| Miejsce | Zawodnik          | Czas  | Uwagi |
| ------- | ----------------- | ----- | ----- |
| 1       | Ralph Craig       | 22,8  | Q     |
| 2       | Richard Rice      | 23,0  | Q     |
| 3-4     | Charles Poulenard | b. d. |       |
| 3-4     | Karl Lindblom     | b. d. |       |

Bieg 3
| Miejsce | Zawodnik          | Czas  | Uwagi |
| ------- | ----------------- | ----- | ----- |
| 1.      | Ira Courtney      | 22,7  | Q     |
| 2       | Duncan Macmillan  | b. d. | Q     |
| 3-4     | Léon Aelter       | b. d. |       |
| 3-4     | Haralds Hāns      | b. d. |       |
| –       | Herberts Baumanis | DNF   |       |

Bieg 4
| Miejsce | Zawodnik           | Czas  | Uwagi |
| ------- | ------------------ | ----- | ----- |
| 1       | Charles Luther     | 23,6  | Q     |
| 2       | Johannes Grijseels | b. d. | Q     |

Bieg 5
| Miejsce | Zawodnik           | Czas   | Uwagi |
| ------- | ------------------ | ------ | ----- |
| 1       | William Applegarth | 24,7   | Q     |
| 2       | Harold Heiland     | (24,7) | Q     |

Bieg 6
| Miejsce | Zawodnik        | Czas  | Uwagi |
| ------- | --------------- | ----- | ----- |
| 1       | Richard Rau     | 22,5  | Q     |
| 2       | Arthur Anderson | b. d. | Q     |
| 3       | Rudolf Rauch    | b. d. |       |

Bieg 7
| Miejsce | Zawodnik        | Czas  | Uwagi |
| ------- | --------------- | ----- | ----- |
| 1       | Carl Cooke      | 22,5  | Q     |
| 2       | Reuben Povey    | b. d. | Q     |
| 3-5     | Joseph Wells    | b. d. |       |
| 3-5     | Harry Beasley   | b. d. |       |
| 3-5     | Georges Malfait | b. d. |       |

Bieg 8
| Miejsce | Zawodnik      | Czas   | Uwagi |
| ------- | ------------- | ------ | ----- |
| 1       | John Howard   | 25,0   | Q     |
| 2       | Franco Giongo | (25,0) | Q     |

Bieg 9
| Miejsce | Zawodnik       | Czas  | Uwagi |
| ------- | -------------- | ----- | ----- |
| 1       | Knut Lindberg  | 23,1  | Q     |
| 2       | Frigyes Mezei  | b. d. | Q     |
| 3       | Charles Lelong | b. d. |       |

Bieg 10
| Miejsce | Zawodnik       | Czas  | Uwagi |
| ------- | -------------- | ----- | ----- |
| 1       | Peter Gerhardt | 22,9  | Q     |
| 2       | Victor d’Arcy  | 22,9  | Q     |
| 3       | Gösta Möller   | b. d. |       |

Bieg 11
| Miejsce | Zawodnik          | Czas  | Uwagi |
| ------- | ----------------- | ----- | ----- |
| 1       | Donald Lippincott | 22,8  | Q     |
| 2       | Ivan Möller       | b. d. | Q     |
| 3-5     | Pierre Failliot   | b. d. |       |
| 3-5     | Ernest Haley      | b. d. |       |
| 3-5     | Pablo Eitel       | b. d. |       |

Bieg 12
| Miejsce | Zawodnik      | Czas  | Uwagi |
| ------- | ------------- | ----- | ----- |
| 1       | Alvah Meyer   | 24,1  | Q     |
| 2       | Robert Duncan | b. d. | Q     |

Bieg 13
| Miejsce | Zawodnik          | Czas  | Uwagi |
| ------- | ----------------- | ----- | ----- |
| 1       | Donnell Young     | 22,8  | Q     |
| 2       | Cyril Seedhouse   | b. d. | Q     |
| 3-5     | Fritz Fleischer   | b. d. |       |
| 3-5     | Yahiko Mishima    | b. d. |       |
| 3-5     | Heinrich Wenseler | b. d. |       |

Bieg 14
| Miejsce | Zawodnik            | Czas  | Uwagi |
| ------- | ------------------- | ----- | ----- |
| 1       | George Patching     | 22,3  | Q     |
| 2       | Clement Wilson      | b. d. | Q     |
| 3-5     | Frank McConnell     | b. d. |       |
| 3-5     | Ervin Szerelemhegyi | b. d. |       |
| 3-5     | Emil Grandell       | b. d. |       |

Bieg 15
| Miejsce | Zawodnik           | Czas  | Uwagi |
| ------- | ------------------ | ----- | ----- |
| 1       | Max Herrmann       | 22,9  | Q     |
| 2       | István Déván       | b. d. | Q     |
| 3-4     | Herman Sotaaen     | b. d. |       |
| 3-4     | Władysław Ponurski | b. d. |       |

Bieg 16
| Miejsce | Zawodnik        | Czas  | Uwagi |
| ------- | --------------- | ----- | ----- |
| 1       | William Stewart | 26,0  | Q     |
| 2       | Henry Macintosh | b. d. | Q     |

Bieg 17
| Miejsce | Zawodnik         | Czas   | Uwagi |
| ------- | ---------------- | ------ | ----- |
| 1       | David Jacobs     | 23,2   | Q     |
| 2       | Skotte Jacobsson | (23,2) | Q     |

Bieg 18
| Miejsce | Zawodnik        | Czas  | Uwagi |
| ------- | --------------- | ----- | ----- |
| 1       | Ture Person     | 23,2  | Q     |
| 2       | Robert Schurrer | b. d. | Q     |
| 3       | António Stromp  | b. d. |       |

### Półfinały

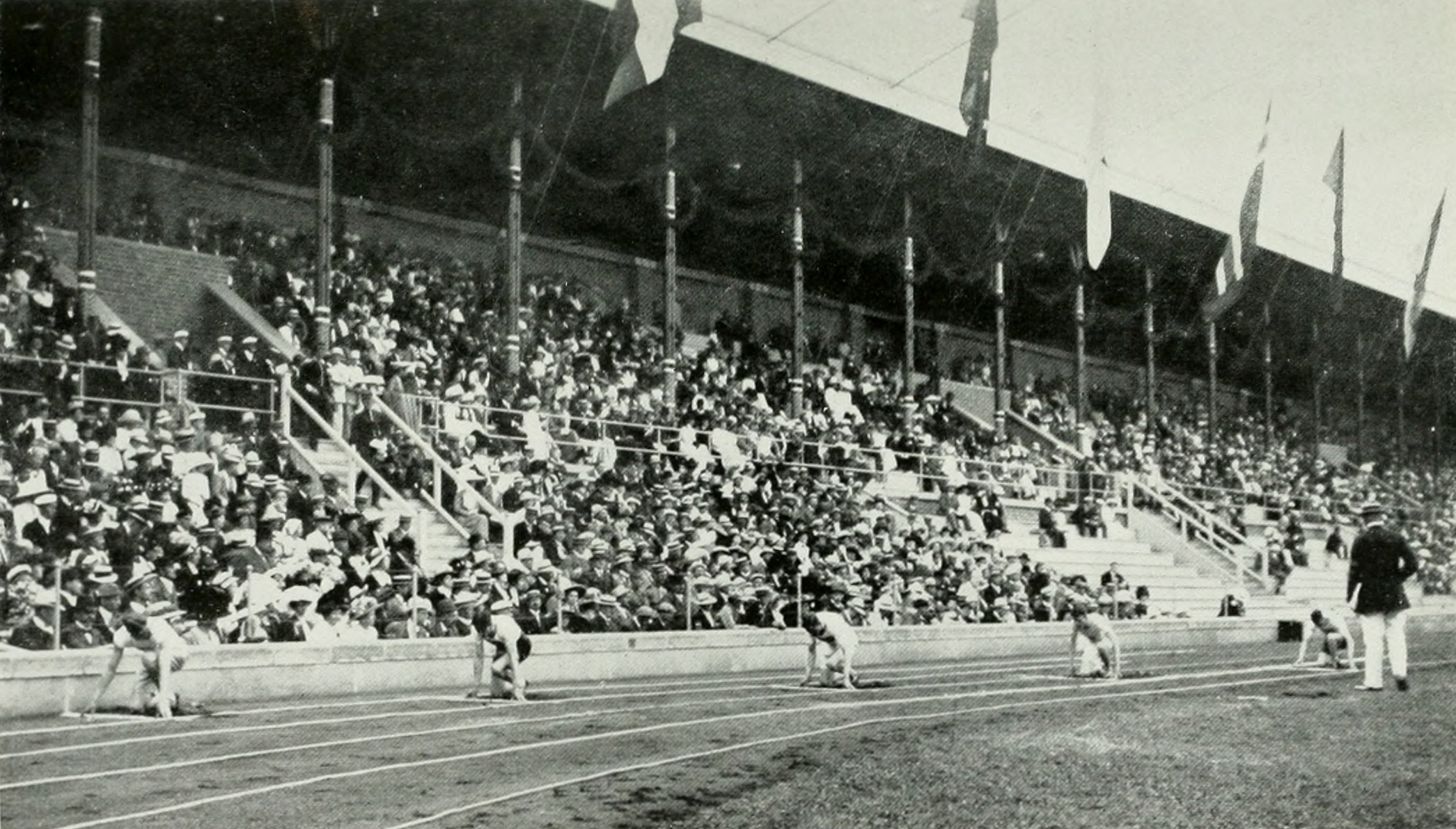
Start podczas finału

Półfinał 1
| Miejsce | Zawodnik        | Czas  | Uwagi |
| ------- | --------------- | ----- | ----- |
| 1       | Ralph Craig     | 21,9  | Q     |
| 2-5     | David Jacobs    | b. d. |       |
| 2-5     | Ira Courtney    | b. d. |       |
| 2-5     | Ture Person     | b. d. |       |
| 2-5     | Frigyes Mezei   | b. d. |       |
| –       | Arthur Anderson | DNF   |       |

Półfinał 2
| Miejsce | Zawodnik           | Czas  | Uwagi |
| ------- | ------------------ | ----- | ----- |
| 1       | William Applegarth | 21,9  | Q     |
| 2-5     | Clement Wilson     | b. d. |       |
| 2-5     | Cyril Seedhouse    | b. d. |       |
| 2-5     | Harold Heiland     | b. d. |       |
| 2-5     | Skotte Jacobsson   | b. d. |       |
| –       | William Stewart    | DNF   |       |

Półfinał 3
| Miejsce | Zawodnik        | Czas  | Uwagi |
| ------- | --------------- | ----- | ----- |
| 1       | Donnell Young   | 21,9  | Q     |
| 2-4     | Carl Cooke      | b. d. |       |
| 2-4     | Georges Rolot   | b. d. |       |
| 2-4     | Max Herrmann    | b. d. |       |
| –       | Henry Macintosh | DNF   |       |
| –       | George Patching | DNF   |       |

Półfinał 4
| Miejsce | Zawodnik           | Czas  | Uwagi |
| ------- | ------------------ | ----- | ----- |
| 1       | Donald Lippincott  | 21,8  | Q     |
| 2-3     | Alvah Meyer        | b. d. |       |
| 2-3     | John Howard        | b. d. |       |
| 4       | Ivan Möller        | 22,4  |       |
| 5-6     | Duncan Macmillan   | b. d. |       |
| 5-6     | Johannes Grijseels | b. d. |       |

Półfinał 5
| Miejsce | Zawodnik       | Czas  | Uwagi |
| ------- | -------------- | ----- | ----- |
| 1       | Richard Rau    | 22,1  | Q     |
| 2       | Peter Gerhardt | b. d. |       |
| 3       | Charles Luther | 22,3  |       |
| 4-5     | Franco Giongo  | b. d. |       |
| 4-5     | Reuben Povey   | b. d. |       |
| –       | Richard Rice   | DNF   |       |

Półfinał 6
| Miejsce | Zawodnik         | Czas  | Uwagi |
| ------- | ---------------- | ----- | ----- |
| 1       | Charles Reidpath | 22,1  | Q     |
| 2       | Victor d’Arcy    | b. d. |       |
| 3       | Knut Lindberg    | 22,5  |       |
| 4-5     | István Déván     | b. d. |       |
| 4-5     | Robert Schurrer  | b. d. |       |
| –       | Robert Duncan    | DNF   |       |

### Finał
| Miejsce | Zawodnik           | Czas |
| ------- | ------------------ | ---- |
| 1       | Ralph Craig        | 21,7 |
| 2       | Donald Lippincott  | 21,8 |
| 3       | William Applegarth | 22,0 |
| 4       | Richard Rau        | 22,2 |
| 5       | Charles Reidpath   | 22,3 |
| 6       | Donnell Young      | 22,3 |